# حارة عشة الرعدي (صنعاء)
حارة عشة الرعدي هي إحدى حارات حي التحرير بمديرية التحرير إحد مديريات العاصمة اليمنية صنعاء، بلغ تعداد سكانها 152 نسمة حسب تعداد اليمن لعام 2004.